# کارلشتتن
کارلشتتن (به آلمانی: Karlstetten) یک منطقهٔ مسکونی در اتریش است که در ناحیه زانکت پولتن-لاند واقع شده‌است. کارلشتتن ۲٬۰۷۵ نفر جمعیت دارد.